# Trieny
Trieny jsou nenasycené uhlovodíky, které obsahují v řetězci tři dvojné vazby. Jsou podskupinou alkenů. Jejich základní vzorec je CnH2n-4. Podle vzájemné vzdálenosti dvojných vazeb se dělí na:
- kumulované: C=C=C=C-C-C-C nebo C=C=C-C-C=C-C (dvojné vazby jsou vedle sebe, tyto trieny jsou nestabilní)
- konjugované C=C-C=C-C=C-C (nejstabilnější)
- izolované: C=C-C-C=C-C-C=C (dvojné vazby jsou odděleny dvěma nebo více jednoduchými vazbami ).